# Josep Maria Mascort Galibern
Josep Maria Mascort Galibern (Barcelona, 3 de març de 1890 - maig de 1947) fou un pintor i paisatjista català que va desenvolupar la seva biografia personal a Torroella de Montgrí i especialment també a l'Estartit.

## Biografia
Va néixer acccidentalment a Barcelona, però va viure sempre a Torroella de Montgrí. Fill de Baldomero Mascort Comas, natural i veí de Torroella de Montgrí, farmacèutic de professió; i de Clara Galibern Rezende, fou enviat a Barcelona, juntament amb el seu germà i la seva germana, a estudiar batxillerat, i el 1907, amb 17 anys, assistia a classes a l'escola d'art la Llotja i fou admès com a soci de número al Cercle Artístic de Barcelona. El 1908 anà a Madrid, on va estudiar amb Sorolla, aprenent del mestre, i va fer exercicis de còpia al Museo del Prado. Tornà a Barcelona on completà els estudis artístics al Conservatori de Música del Liceu sota el guiatge d'Enric Morera, i cap el 1911 tornà a estudiar dibuix i pintura a la Llotja, amb Fèlix Mestres com a professor.
Va mantenir sempre una estreta vinculació amb Torroella de Montgrí, que era l'argument principal de les seves teles. Es va integrar al poble, participant de la seva quotidianitat i esdeveniments diversos: va col·laborar en la publicació Mont Gris; feu la primera portada del Llibre de la Festa Major de Torroella de Montgrí, i dissenyà la bandera del sometent i el penó de l'Orfeó torroellenc el 1933.
Morí el maig de 1947, a Barcelona, als 57 anys, després d'una llarga malaltia.

## Obra
Paisatgista que evolucionà cap a una factura impressionista feta de pinzellades soltes i fermes, de jocs de colors vius i esclatants. El 1911 va participar en la VI Exposició Internacional d'Art de Barcelona, guanyant la tercera medalla en la secció de pintura. El 1929 exposà al Museu d'Art Contemporani de Madrid, on presentà olis pintats a Mallorca. Exposà a la Sala Busquets de Barcelona. Participà en les exposicions col·lectives: 'Barcelona vista pels seus artistes'; 'Montserrat vista pels pintors catalans'; 'Art Nacional de Primavera', a Barcelona o les Nacionals a Madrid.